# Synthliboramphus scrippsi
Synthliboramphus scrippsi là một loài chim trong họ Alcidae.